# Silene falcata
Silene falcata är en nejlikväxtart som beskrevs av James Edward Smith. Silene falcata ingår i släktet glimmar, och familjen nejlikväxter. Inga underarter finns listade i Catalogue of Life.